# Talp marsupial
Els talps marsupials (Notoryctes) són un gènere de marsupials excavadors rars i poc coneguts dels deserts centrals d'Austràlia. Conté les dues úniques espècies vivents de l'ordre dels notorictemorfs i de la família dels notoríctids.
Es passen gran part del temps sota terra i només pugen ocasionalment a la superfície, probablement sobretot després de les pluges. Són cecs i els seus ulls han quedat reduïts a lents vestigials sota la pell. No tenen orelles externes, només un parell de forats amagats sota un pelatge espès.
Mengen insectes i sargantanes menudes.